# Rhodoarrhenia
Rhodoarrhenia — рід грибів родини Cyphellaceae. Назва вперше опублікована 1964 року.

## Класифікація
Згідно з базою MycoBank до роду Rhodoarrhenia відносять 8 офіційно визнаних видів:
- Rhodoarrhenia albocremea
- Rhodoarrhenia cyphelloides
- Rhodoarrhenia flabellulum
- Rhodoarrhenia nobilis
- Rhodoarrhenia pensilis
- Rhodoarrhenia pezizoidea
- Rhodoarrhenia solomonensis
- Rhodoarrhenia vitellina